# HD 188015
HD 188015 ist ein 171,58 Lichtjahre von der Erde entfernter Gelber Unterriese im Sternbild Fuchs. Er besitzt eine scheinbare Helligkeit von 8,22 mag, ist also mit dem bloßen Auge nicht sichtbar. Seine Masse entspricht in etwa der der Sonne, er ist aber deutlich älter, hat die Fusion von Wasserstoff wahrscheinlich schon abgeschlossen und bezieht seine Energie nunmehr durch die Fusion von Heliumkernen. HD 188015 besitzt eine etwa doppelt so hohe Metallizität wie die Sonne. Im Jahre 2005 entdeckte Geoffrey Marcy einen extrasolaren Planeten, der diesen Stern umkreist. Er trägt den Namen HD 188015 b.